# Райль (община)
Райль (нем. Reil) — община в Германии, в земле Рейнланд-Пфальц.
Входит в состав района Бернкастель-Витлих. Подчиняется управлению Крёф-Баузендорф. Население составляет 958 человек (на 31 декабря 2020 года) Занимает площадь 12,14 км².

## История
Впервые Райль был письменно упомянут в документе короля Генриха II от 1008 года. Документ, датированный 18 мая 1008 года, фиксирует соглашение об обмене, в котором архиепископ Виллигиз Майнцский передал церкви Святого Стефана в Майнце ферму в Райле (тогда Ригула) в обмен на другую ферму в Бюхенбахе (тогда Буочинбах). В средние века на противоположном берегу Мозеля находилось важное место паломничества под названием Райлькирх — романская башня и раннеготический неф которого были полностью разрушены в 19 веке.
Поскольку в средние века Райль также назывался Риле или Рэйль, часто утверждают, что первый мастер-строитель Кёльнского собора Герхард фон Риле был родом из этой деревни. Однако дворянская семья, из которой мог происходить мастер Герхард, впервые упоминается только в документах 1285 года. Его последний представитель, Давид фон Райль, умер в нищете в 1610 году.
С 1794 года Райль находился под властью Франции, а в 1815 году на Венском конгрессе был отнесен к Королевству Пруссия. С 1946 года деревня входит в состав недавно образованной тогда земли Рейнланд-Пфальц.

## География
Райль расположен на реке Мозель и находится под сильным влиянием виноградарства и туризма. Райль также включает в себя район Heißer Stein и жилые районы Forsthaus Reiler Hals, Hammermühle и Margaretenhof.

## Население
Динамика численности населения Райля, значения с 1871 по 1987 год основаны на данных переписи населения:
| Год  | Население |
| ---- | --------- |
| 1815 | 823       |
| 1835 | 1.317     |
| 1871 | 1.219     |
| 1905 | 1.419     |
| 1939 | 1.577     |
| 1950 | 1.683     |

| Год  | Население |
| ---- | --------- |
| 1961 | 1.498     |
| 1970 | 1.464     |
| 1987 | 1.233     |
| 1997 | 1.239     |
| 2005 | 1.131     |
| 2017 | 1.010     |

| Год  | Численность | Численность |
| ---- | ----------- | ----------- |
| 1975 | 1342        | [ 6 ]       |
| 2015 | 1025        |             |
| 2017 | 1010        | [ 1 ]       |
| 2019 | 968         | [ 7 ]       |
| 2021 | 950         | [ 8 ]       |
| 2022 | 995         | [ 9 ]       |
| 2023 | 959         | [ 2 ]       |